# コバノイシカグマ属

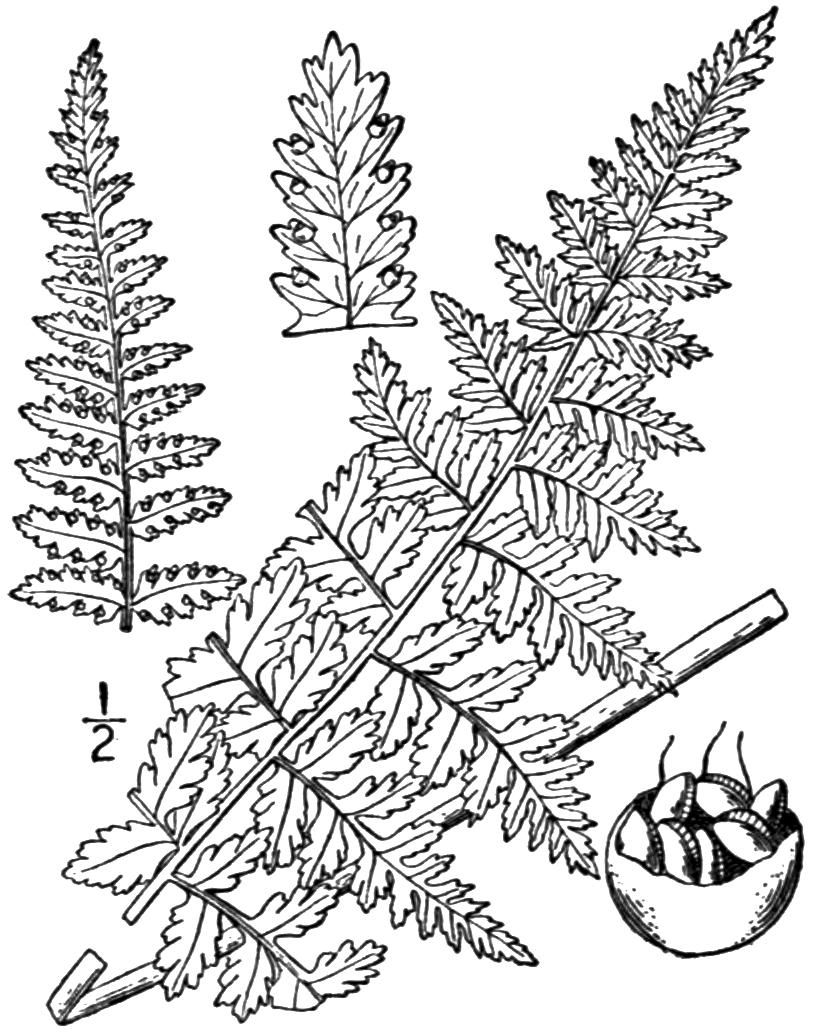
図版・Dennstaedtia punctilobula

コバノイシカグマ属 Dennstaedia は、コバノイシカグマ科に属する分類群の一つ。胞子嚢群はコップ形の包膜に収まる。

## 特徴
多くは中型から大型になるシダ植物。根茎は横に這って伸び、硬い毛が生えている。また、腹背性があって、背面に2列に葉をつける。維管束は管状中心柱を作る。葉柄は葉の表の側に溝があり、また毛がある。葉は羽状複葉で、毛があるか、またはない。葉脈は全て遊離する。
胞子嚢群は葉脈の端に生じ、葉の縁に付く。包膜は裏表から挟むようになってコップ上になり、内側に胞子嚢群を含む。この包膜は、内側が真の包膜で、外側はそれに相対する葉の縁が包膜とくっついて生じたものである。このコップ状の包膜は基部と側面で葉の裏に着き、口を葉の外側に向け、裏面側に多少曲がって生じるのが普通である。胞子嚢は胞子嚢床の先端側から順に熟する順熟を示すものもあるが、多くは成熟程度の様々なものが入り交じる混熟を示す。胞子嚢の環帯はほぼ垂直にあるが不完全。

## 分布と種
世界の熱帯域を中心に分布し、約70種が知られる。多くは常緑であるが、日本産のものでは夏緑性になるものがある。

## 分類
胞子嚢群がコップ状の包膜に収まるのは本属の特徴であるが、やや似た構造を持つのがフモトシダ属 Microlepia である。この属では胞子嚢群は葉の内側の方から伸びる丸い包膜に覆われるが、包膜の両脇が葉の面に融合し、ポケット状となる。また、胞子嚢群が葉の縁ではなく、やや内側に生じるのが普通である。

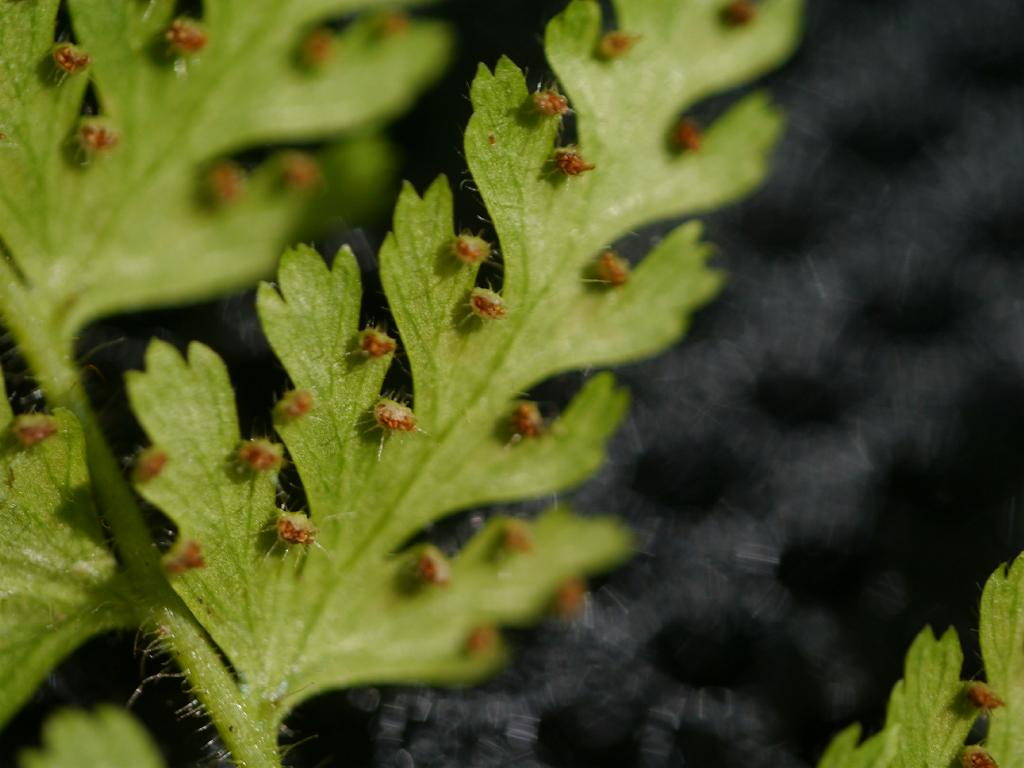
胞子嚢群の様子 イヌシダ
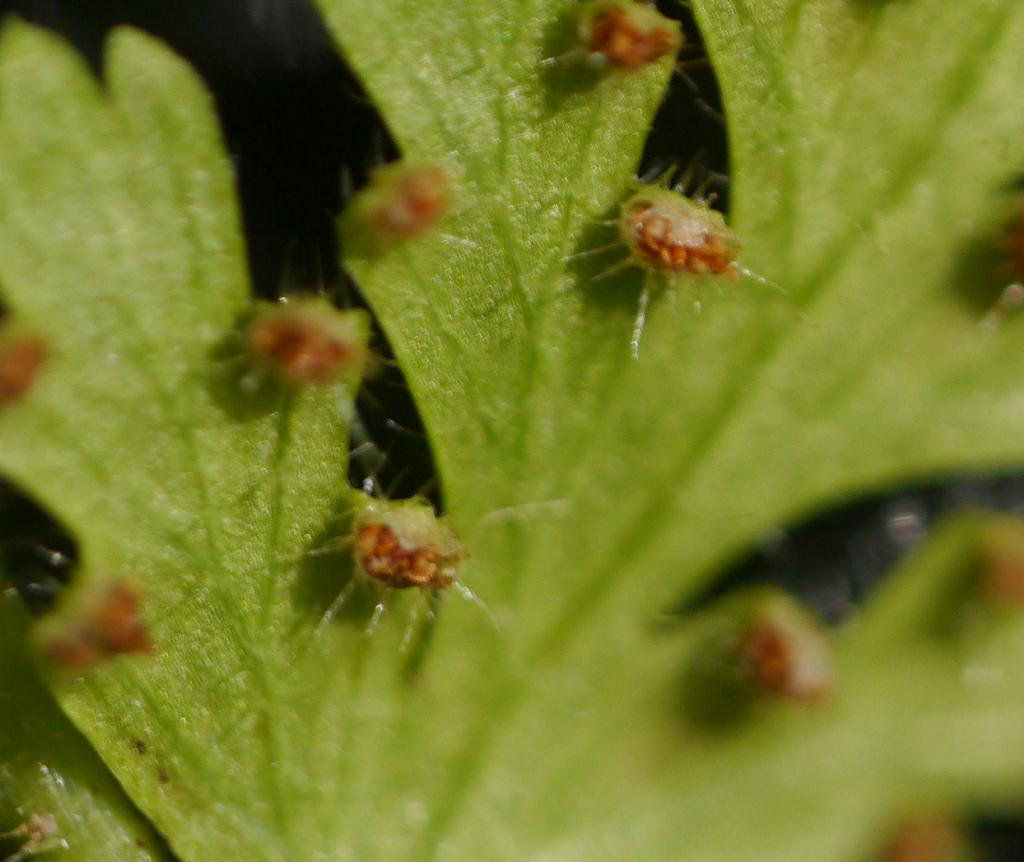
同・拡大映像
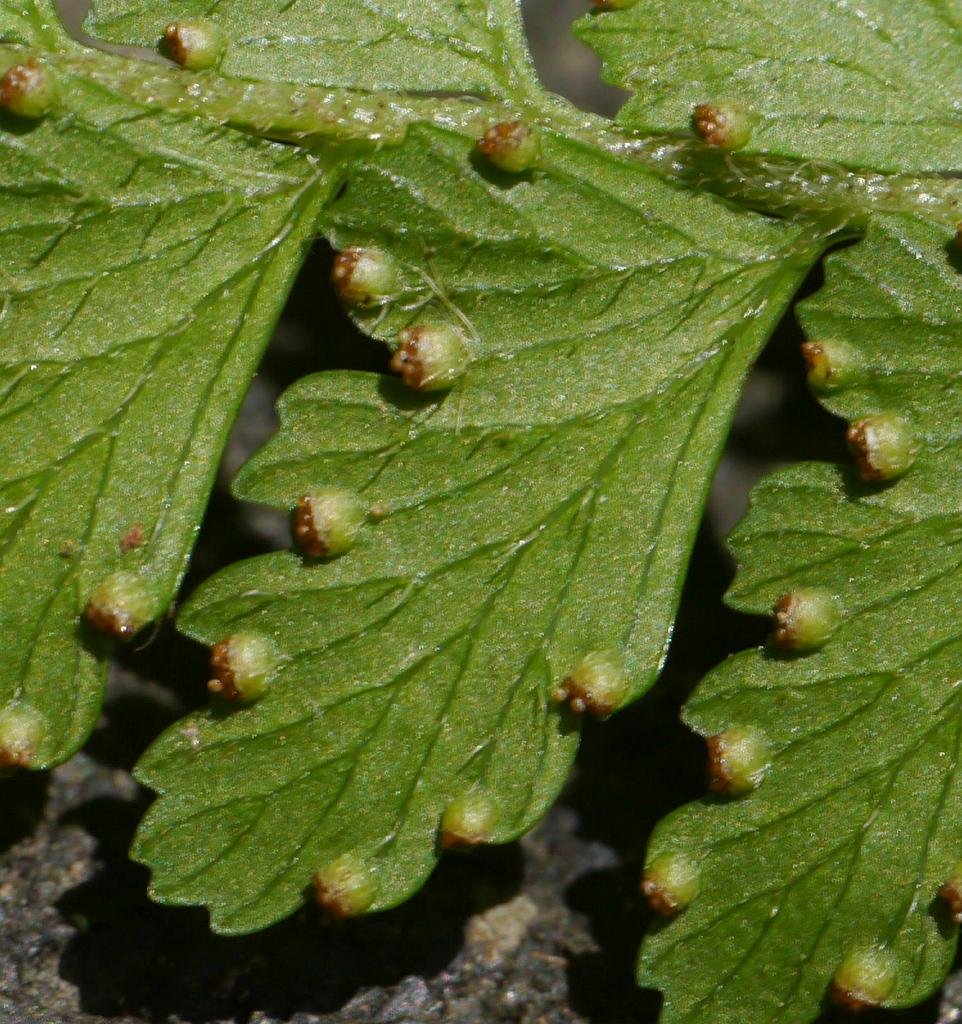
フモトシダ属の胞子嚢群 イシカグマ

## 種
日本には以下の3種がある。この内でオウレンシダは包膜の構造がフモトシダ属のそれに近く、他にもこの属の中では特異な点があり、オウレンシダ属 Coptidipteris として別属とする説もある。
- Dennstasdtia　コバノイシカグマ属
  - D. scabra　コバノイシカグマ
  - D. hirsuta　イヌシダ
  - D. wilfordii　オウレンシダ